# ۴۹۹ (قمری)
۴۹۹ (قمری)، چهارصد و نود و نهمین سال در گاهشماری هجری قمری است. اول محرم این سال برابر با بیستم سپتامبر سال ۱۱۰۵ میلادی است.